# La cena del rey Baltasar
La cena del rey Baltasar és un acte sacramental del dramaturg espanyol Pedro Calderón de la Barca, escrita en 1632.

## Argument
Ambientada en la Babilònia del segle VI a.C, narra la història biblíca del rei Baltasar de Babilònia, fill de Nabucodonosor II. El monarca en un banquet, profana els gots sagrats prèviament saquejats pel seu pare al Temple de Jerusalem. Un missatge s'escriu llavors en els murs de palau per una mà misteriosa, missatge que ningú és capaç d'interpretar. Excepte Daniel, que recrimina al rei la seva actitud i prediu la seva futura mort.

## Representacions destacades
Entre els muntatges de la peça, portats a escena en el segle xx, poden esmentar-se els següents:
- Paseo de las Estatuas, Jardins del Retiro, Madrid, 1939.[2]
  - Direcció: Luis Escobar.
  - Escenografia: Víctor María Cortezo
  - Intèrprets: José Franco, José María Seoane, Manuel Roa, Blanca de Silos, Josefa María Oliva.

- Teatro Español, Madrid, 1954.
  - Direcció: José Tamayo.
  - Escenografia: Sigfrido Burmann.
  - Intèrprets: Francisco Rabal, Asunción Balaguer, Asunción Sancho, José Bruguera, Pascual Martín, Ángel Terrón, Jacinto Martín, José Luis Heredia.

- Real Basílica de San Francisco el Grande, 1981.[3]
  - Direcció: José Tamayo.
  - Intèrprets: José María Rodero, Juan Ribó, Alfonso Godá, Marisa de Leza, Amparo Pamplona, Charo Soriano, Francisco Grijalvo.